# CFLX-FM
CFLX-FM est la radio communautaire de l'Estrie. Elle diffuse à la fréquence 95,5 FM avec une puissance de 1 330 watts installés sur le mont Bellevue à partir de ses studios de Sherbrooke.
Au départ, CFLX était la radio du campus de l'Université de Sherbrooke. Âgée de plus de 30 ans, elle est totalement indépendante depuis 1982. Elle diffusait alors sur la fréquence 98,1 FM et seulement sur le câble.  Ce n'est que le 8 octobre 1984 qu'elle commença à diffuser sur les ondes hertziennes, et ceci coïncida avec un changement de fréquence vers l'actuel 95,5 FM.  Ses studios étaient alors sur la rue Dufferin dans l'ancien Hôtel Magog à Sherbrooke.  Elle est maintenant située depuis une dizaine d'années au 67 rue Wellington Nord, tout juste à côté du Théâtre Granada.
CFLX est un organisme à but non lucratif dirigé par Jacques Lavoie depuis l'été 2012 (l'ancien directeur-général était Bruno Guillemette de 2007 à 2012).

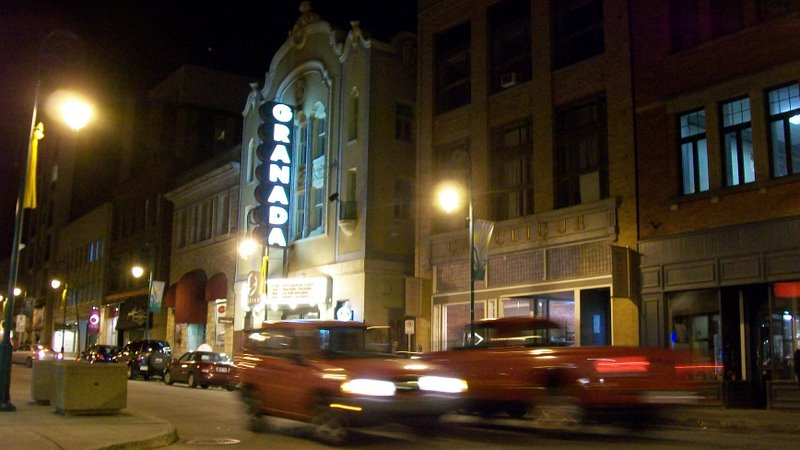
Les studios sont situés juste à côté du Théâtre Granada.

L'indicatif de la station CFLX est inspiré du nom du poète Félix Leclerc.
Les animateurs/réalisateurs sont des bénévoles membres de la station. CFLX vit grâce à des subventions du gouvernement, certains revenus publicitaires et le membership.